# カトワーンの戦い
カトワーンの戦い（カトワーンのたたかい）は、1141年9月9日に起きた、西遼とセルジューク朝・西カラハン朝連合軍の戦闘である。この戦いでセルジューク朝は大敗を喫し、この時からセルジューク朝の衰退が始まる。

## 背景
916年より、中国北部には契丹人の国家である遼が存在していたが、1125年に女真族の国家である金によって滅ぼされた。皇族の耶律大石は遼の遺民の一部を率いて中央アジアに移動し、東カラハン朝の本拠地であるベラサグンを制圧した。
1137年に西遼の軍はホジェンド近郊で西カラハン朝を破り、西カラ・ハン朝の君主マフムード2世を臣従させる。敗れたマフムード2世は叔父にあたるセルジューク朝のスルターン・アフマド・サンジャルに助けを求めた。1141年、要請に応えたサンジャルは自ら軍隊を指揮し、西カラハン朝の首都サマルカンドに入城した。セルジューク朝の臣従国であったホラズム・シャー朝の手引きによって西遼はセルジューク領に侵入し、セルジューク朝・西カラハン朝と対立していたカルルク族も西遼を頼った。

## 戦闘
両軍の兵数は史料によって異なるが、西遼は20,000から300,000人、セルジューク軍は70,000から100,000人の兵士を率いていた。また、西遼軍には30,000から50,000人のカルルクの遊牧民も加わっていた。
サマルカンド北のカトワーン草原で、西遼軍とセルジューク軍は交戦した。耶律大石は部隊を3つに分け、蕭斡里剌と耶律松山らが率いる右翼、蕭剌阿不と耶律術薛らが率いる左翼にそれぞれ2,500人の兵士を配置した。西遼軍はセルジューク軍を包囲して攻撃をかけ、セルジューク軍の本隊はサマルカンドから12km離れたDarghamというワジへと追いやられる。退路を断たれたセルジューク軍は壊滅し、サンジャル自身ははかろうじて戦場からの脱出に成功するが、セルジューク軍の司令官らのほかに、サンジャルの后も捕虜となった。。

## 影響
戦後、耶律大石はサマルカンドに90日間留まり、現地のイスラム教徒の貴族から臣従の誓いを受け、マフムード2世の兄弟イブラーヒームを新たな西カラハン朝の君主とした。また、ホラズム・シャー朝も西遼の従属国となる。1142年に西遼の将軍エルブズはホラズム地方に侵入し、ホラズム・シャー朝の君主アトスズは西遼に対して年30,000ディナールの貢納を支払うことに同意した。
また、この戦闘の情報がシリアの十字軍を通してヨーロッパに誤りを含んだ形で伝えられ、キリスト教国の君主プレスター・ジョンの伝説を生むことになったとも言われる。